# Ојскирхен
Ојскирхен (њем. Euskirchen) град је у њемачкој савезној држави Северна Рајна-Вестфалија. Једно је од 11 општинских средишта округа Ојскирхен. Према процјени из 2010. у граду је живјело 55.611 становника. Посједује регионалну шифру (AGS) 5366016, NUTS (DEA28) и LOCODE (DE EUS) код.

## Географски и демографски подаци
Ојскирхен се налази у савезној држави Северна Рајна-Вестфалија у округу Ојскирхен. Град се налази на надморској висини од 137–412 метара. Површина општине износи 139,5 km². У самом граду је, према процјени из 2010. године, живјело 55.611 становника. Просјечна густина становништва износи 399 становника/km².

## Међународна сарадња
| Мјесто          | Држава               | Врста сарадње | Од    |
| --------------- | -------------------- | ------------- | ----- |
| Стивенаџ        | Уједињено Краљевство | контакт       | 2000. |
| Бејзингстоук    | Уједињено Краљевство | партнерство   | 1986. |
| Шарлвил Мезијер | Француска            | партнерство   | 1961. |
| Паленсија       | Шпанија              | контакт       | 2000. |
| Извор           |                      |               |       |